# Race of Champions 2003
Race of Champions 2003 kördes på Kanarieöarna 2003.
- Plats:  Kanarieöarna
- Datum: 2003
- Segrare:  Sébastien Loeb
- Segrare i Nations Cup: All Star